# VII Congresso dei Soviet dell'Unione Sovietica
Il VII Congresso dei Soviet dell'Unione Sovietica si tenne dal 28 gennaio al 6 febbraio 1935.

## Risultati delle elezioni[1]
| Liste  | Liste                                            | Voti | %     | Seggi |
| ------ | ------------------------------------------------ | ---- | ----- | ----- |
|        | Partito Comunista di tutta l'Unione (bolscevico) |      | 74,09 | 1498  |
|        | Komsomol                                         |      | 4,90  | 99    |
|        | Indipendenti                                     |      | 21,01 | 425   |
| Totale | Totale                                           |      | 100   | 2022  |

## Svolgimento del Congresso[1]
Il rapporto del Governo riassunse i risultati raggiunti nella costruzione del socialismo e delineò gli obiettivi futuri. Il Congresso riconobbe all'unanimità che il settore socialista era diventato il settore dominante dell'economia sovietica ed approvò la politica interna ed estera del Governo sovietico. Il rapporto del Commissariato del popolo per l'industria pesante evidenziò che il completamento del primo piano quinquennale assicurava un'ulteriore crescita della potenza industriale dell'Unione Sovietica. Nuovi settori industriali erano stati creati, tra cui la produzione di aviazione, veicoli a motore e trattori e l'industria chimica. Il Congresso approvò una complessa risoluzione per rafforzare e sviluppare l'allevamento, che comprendeva la meccanizzazione delle fattorie per l'allevamento, lo stabilimento di nuove forme di allevamento socialista su larga scala, la formazione del personale ed il miglioramento qualitativo dei servizi di veterinaria e per l'allevamento in generale.
Il rapporto sulle questioni costituzionali evidenziò la necessità di introdurre alcuni emendamenti alla Costituzione del 1924. Il 1º febbraio il Plenum del Comitato Centrale del Partito Comunista aveva espresso il suo appoggio ad un'ulteriore democratizzazione del sistema elettorale e all'introduzione di una Costituzione che corrispondesse "al reale rapporto di forza tra le classi sociali nell'URSS". La decisione del Congresso di democratizzare il sistema elettorale fu di grande importanza politica. L'eguale diritto di voto sostituì quello ineguale, il voto segreto sostituì quello palese e le elezioni divennero dirette. Il Congresso elesse il Comitato esecutivo centrale dell'URSS, che incaricò di eleggere una commissione costituzionale. Fu eletto il Soviet dell'Unione, composto da 607 membri, e fu riconfermato il Soviet delle Nazionalità, composto da 150 membri.